# Moore (Montana)
Moore és una població dels Estats Units a l'estat de Montana. Segons el cens del 2000 tenia 186 habitants.

## Demografia
Segons el cens del 2000, Moore tenia 186 habitants, 83 habitatges, i 57 famílies. La densitat de població era de 299,2 habitants per km².
Dels 83 habitatges en un 25,3% hi vivien nens de menys de 18 anys, en un 55,4% hi vivien parelles casades, en un 10,8% dones solteres, i en un 31,3% no eren unitats familiars. En el 27,7% dels habitatges hi vivien persones soles el 9,6% de les quals corresponia a persones de 65 anys o més que vivien soles. El nombre mitjà de persones vivint en cada habitatge era de 2,24 i el nombre mitjà de persones que vivien en cada família era de 2,61.
Per edats la població es repartia de la següent manera: un 23,7% tenia menys de 18 anys, un 5,4% entre 18 i 24, un 26,9% entre 25 i 44, un 27,4% de 45 a 60 i un 16,7% 65 anys o més.
L'edat mediana era de 41 anys. Per cada 100 dones de 18 o més anys hi havia 75,3 homes.
La renda mediana per habitatge era de 25.536 $ i la renda mediana per família de 32.500 $. Els homes tenien una renda mediana de 27.750 $ mentre que les dones 16.071 $. La renda per capita de la població era de 13.140 $. Aproximadament el 10% de les famílies i el 10,6% de la població estaven per davall del llindar de pobresa.

## Poblacions més properes
El següent diagrama mostra les poblacions més properes.